# Simone Barbier
Simone Barbier (Nancy, 19 gennaio 1903 – La Celle Saint-Cloud, 23 settembre 1992) è stata una tennista francese.

## Biografia
Celebre tennista dei primi anni del XX secolo, giunse in finale nel doppio degli Internazionali di Francia 1930 con la connazionale Simonne Mathieu perdendo contro la coppia formata da Helen Wills Moody e Elizabeth Ryan con il punteggio di 6-3, 6-1.
Partecipò ad innumerevoli tornei internazionali, alle Internazionali di Francia 1938 - Singolare femminile giunse al terzo turno venendo eliminata da Dorothy Stevenson.